# 太平乡 (肇东市)
太平乡，是中华人民共和国黑龙江省绥化市肇东市下辖的一个乡镇级行政单位。

## 行政区划
太平乡下辖以下地区：
太平村、同合村、勤俭村、东合村、群力村、光远村和庆丰村。